# Ріо-Рико (Аризона)
Ріо-Рико (англ. Rio Rico) — переписна місцевість (CDP) в США, в окрузі Санта-Круз штату Аризона. Населення — 20 549 осіб (2020).

## Географія
Ріо-Рико розташоване за координатами 31°29′53″ пн. ш. 110°59′16″ зх. д. / 31.49806° пн. ш. 110.98778° зх. д. (31.498168, -110.987798).  За даними Бюро перепису населення США в 2010 році переписна місцевість мала площу 161,73 км², з яких 161,25 км² — суходіл та 0,49 км² — водойми.

## Демографія
Згідно з переписом 2010 року, у переписній місцевості мешкали 18 962 особи в 5625 домогосподарствах у складі 4753 родин. Густота населення становила 117 осіб/км².  Було 6356 помешкань (39/км²).
Расовий склад населення:
| - 71,0 % — білих - 0,6 % — корінних американців - 0,5 % — азіатів - 0,4 % — чорних або афроамериканців - 0,1 % — вихідців з тихоокеанських островів - 25,6 % — осіб інших рас |

До двох чи більше рас належало 1,8 %. Частка іспаномовних становила 85,3 % від усіх жителів.
За віковим діапазоном населення розподілялося таким чином: 34,2 % — особи молодші 18 років, 58,2 % — особи у віці 18—64 років, 7,6 % — особи у віці 65 років та старші. Медіана віку мешканця становила 31,3 року. На 100 осіб жіночої статі у переписній місцевості припадало 95,7 чоловіків;  на 100 жінок у віці від 18 років та старших — 90,1 чоловіків також старших 18 років.
Середній дохід на одне домашнє господарство  становив 58 629 доларів США (медіана — 50 773), а середній дохід на одну сім'ю — 58 304 долари (медіана — 49 922). Медіана доходів становила 44 337 доларів для чоловіків та 31 423 долари для жінок. За межею бідності перебувало 15,6 % осіб, у тому числі 15,5 % дітей у віці до 18 років та 10,9 % осіб у віці 65 років та старших.
Цивільне працевлаштоване населення становило 6955 осіб. Основні галузі зайнятості: освіта, охорона здоров'я та соціальна допомога — 21,8 %, публічна адміністрація — 13,2 %, оптова торгівля — 11,9 %, роздрібна торгівля — 11,4 %.